# Гребников, Григорий Павлович
Григо́рий Па́влович Гре́бников (28 декабря 1913, Новотроицкое, Вараксинская волость, Царевококшайский уезд, Казанская губерния, Российская империя — 8 июня 1945, Ричен, земля Саксония, Германия)  — наводчик миномёта 284 гвардейского стрелкового полка 95 гвардейской стрелковой дивизии на 2-м Украинском фронте в годы Великой Отечественной войны, гвардии младший сержант. Трижды кавалер ордена Славы.

## Биография
Родился 28 декабря 1913 года в дер. Новотроицкое ныне Советского района Марий Эл в крестьянской семье.
В июле 1941 года призван в Красную Армию Ронгинским районным военкоматом Марийской АССР. Участник Великой Отечественной войны: наводчик миномёта 284 гвардейского стрелкового полка 95 гвардейской стрелковой дивизии на 2-м Украинском фронте, гвардии младший сержант. 20–22 ноября 1943 года он подавил огневые точки, убил до 25 солдат врага. 12 марта 1944 года способствовал продвижению нашей пехоты, подавив 2 миномётные точки. 13 апреля 1944 года на берегу Днестра его расчёт вышел из строя, он остался один – уничтожил пулемёт и 5 солдат. 28 января 1945 года на берегу Одера вёл точный огонь по крупной силе противника: убито свыше 10, взято в плен 30 солдат, захвачено 2 автомашины. 5 февраля 1945 года, отбивая контратаку противника, уничтожил 2 пулемётные точки и свыше 30 солдат. Четырежды был ранен, после пятого ранения 8 июня 1945 года умер в госпитале. Похоронен на кладбище в г. Ричене (Германия, земля Саксония), могила № 7.
За мужество и героизм награждён орденами Славы II и III (дважды) степени, Красной Звезды и медалями, в том числе медалью «За отвагу». 

## Боевые награды
- Орден Славы II степени (25.05.1945)[1][4][5]
- Орден Славы III степени (14.12.1943, 25.04.1944)[1][4][5]
- Орден Красной Звезды (20.03.1945)[1][4][5]
- Медаль «За отвагу» (25.03.1944)[1][4][5]

## Память
Его имя вместе с именами других погибших советских солдат высечено на памятной плите мемориального комплекса на кладбище города Ричен в Германии (земля Саксония).